# تاکومی کامیجیما
تاکومی کامیجیما (ژاپنی: 上島 拓巳؛ زادهٔ ۵ فوریهٔ ۱۹۹۷) یک بازیکن فوتبال اهل ژاپن است.
از باشگاه‌هایی که در آن بازی کرده‌است می‌توان به باشگاه فوتبال کاشیوا ریسول و باشگاه فوتبال آویسپا فوکوئوکا اشاره کرد.